# Barbara Pravi
Barbara Piévic, conocida artísticamente como Barbara Pravi (Narbona; 10 de abril de 1993), es una cantautora francesa de padres franceses y abuelos paternos de origen serbio e iraní. Creció en una familia de artistas, rodeada de libros y música. Pravi es una palabra serbia derivada de prava, que significa "auténtico", en homenaje a su abuelo paterno serbio.

## Carrera
En 2015, Pravi firmó su primer contrato con Capitol Records. Luego, en enero de 2016 interpretó On m'appelle Heidi, la versión francesa de los créditos de la película Heidi, una adaptación de 2015, estrenada en Francia en 2016, de dos famosas novelas infantiles.
Luego, en noviembre de 2016, desempeñó el papel de Solange Duhamel en el espectáculo musical Un été 44, interpretando temas escritos por Jean-Jacques Goldman, Charles Aznavour y Maxime Le Forestier. De ella, el letrista y columnista musical Frédéric Zeitoun dijo: «hubo un momento mágico en este musical, al final, un final, ni siquiera era una canción, un réquiem compuesto por Charles Aznavour con letra de Claude Lemesle, que se llama Seulement connu de Dieu, venía una voz del escenario, esta joven extremadamente frágil con una voz en la que ponía a todos en el suelo, era realmente EL momento de este musical».
Lanzó su primer sencillo Pas grandir en 2017 el cual sería incluido en su primer EP, homónimo, lanzado en 2017. Ese mismo año, obtuvo su primer papel como actriz en una película para televisión La Sainte famille, dirigida por Marion Sarraut y emitida en diciembre de 2019 por France 2.
A finales de 2017 y principios de 2018, ofreció 23 fechas en la primera parte de la gira 55 Tour de Florent Pagny, que culminó con un concierto en el Accor Hotels Arena, en París, el 5 de marzo frente a 19 000 personas.
A finales de 2018, con el fin de recuperar el control de la producción y poner más énfasis en su amor por la canción francesa en detrimento del aspecto pop que había dominado el primer disco, rompió con su equipo inicial y empezó a trabajar con Élodie Papillon Filleul.
En febrero de 2020, lanzó un nuevo EP de 5 temas llamado «Reviens pour l'hiver», del cual es autora, compositora y codirectora. Para estas canciones colaboró con Stan Neff, Lili Poe, Vincha, November Ultra y Wladimir Pariente.
Además de escribir y componer sus propias canciones, escribe para muchos otros artistas como Yannick Noah, Julie Zenatti, Chimène Badi, Jaden Smith, Florent Pagny, Louane, Angelina, etc. Barbara Pravi e Igit tienen juntos más de 135 millones de visitas en YouTube con sus composiciones para niños.
Por otro lado, la principal influencia de la artista es Barbara, pero también lo son Jacques Brel, Georges Brassens, Françoise Hardy o Louis Aragon.

### Eurovisión
En 2019 y 2020, coescribió con Igit las canciones Bim Bam Toi y J'imagine, que representaron a Francia en el Festival de la Canción de Eurovisión Junior 2019 y 2020, respectivamente. Bim Bam Toii tru, interpretada por Carla Lazzari, terminó quinta en la clasificación y J'Imagine, interpretada por Valentina Tronel, ganó la competición de 2020 con 200 puntos, siendo la ganadora tanto del jurado profesional como del público.
En 2020, después de haber rechazado varias solicitudes para ser candidata Festival de la Canción de Eurovisión por no sentirse preparada, se desveló que participaría en el programa Eurovision France, c'est vouz qui décidez, donde se seleccionaría al artista francés para el Festival de la Canción de Eurovisión 2021, con la canción Voilà, coescrita y compuesta con Igit. Finalmente, ganó la preselección, convirtiéndose en la representante gala en Róterdam. Después de su actuación, el compositor André Manoukian dijo: "Toma la flecha que dejaron Edith Piaf o Barbara y la envía aún más lejos".
Finalmente quedó en segundo lugar logrando una puntuación de 499 y separándose del grupo ganador por tan solo 25 puntos. Tanto el jurado como el público valoraron muy exitosamente su actuación. Francia no obtenía una posición tan alta desde 1991. 
En 2022 fue la compositora, una vez más, del tema francés para Eurovisión Junior, defendido en Ereván en diciembre de ese mismo año por Lissandro y titulado  Oh Maman!. Francia consiguió una vez más la victoria en el festival infantil de la canción, de nuevo de la mano de Pravi.

### Compromisos
Barbara Pravi está muy presente en la lucha contra la violencia machista, habiendo sido ella misma víctima, y está fuertemente comprometida con los derechos de las mujeres en general. Grabó dentro de un colectivo de 39 mujeres la canción Debout les femmes, himno del Mouvement de Libération des Femmes. Asimismo, de 2018 a 2020, cada 8 de marzo, subió un video en el que adaptaba o creaba un tema musical promoviendo los derechos y la autonomía de las mujeres. Así, en 2018, reescribió una versión de la canción Kid de Eddy de Pretto y en 2019, una versión femenina de Notes pour trop tard de Orelsan mezclada con su canción Malamour (los derechos generados fueron donados a la asociación "La Maison des Femmes"), mientras que en 2020 escribió un título contundente, Chair, que hablaba del aborto.
En 2019, el rapero Black M le pidió que fuera la voz de una mujer maltratada por su compañero sentimental en su canción Narcissistic Pervert. El mismo año, la Emlyon Business School la invitó a hablar sobre su carrera y cómo encontró la confianza en sí misma, en el marco de un TEDx.
En Instagram, desde 2020, publica regularmente Histoires de femmes para destacar de manera humorística algunas mujeres algo olvidadas de la historia (Rosemary Kennedy, Zelda Sayre-Fitzgerald, Dido Elizabeth Belle...).

## Discografía

### álbum de estudio
| Título                       | Detalles                                                                                                 | Mejor posición en listas | Ventas |
| Título                       | Detalles                                                                                                 | FRA                      | Ventas |
| ---------------------------- | --- | ------------------------ | ------ |
| On n'enferme pas les oiseaux | - Lanzamiento: 27 de agosto de 2021 - Discográfica: Capitol Music France - Formato: Descarga digital, CD | 6                        |        |

### Extended plays
| Título                | Detalles | Mejor posición en listas | Ventas |
| Título                | Detalles | FRA                      | Ventas |
| --------------------- | --- | ------------------------ | ------ |
| Barbara Pravi         | - Lanzamiento: 15 de junio de 2018 - Discográfica: Capitol Music France - Formato: Descarga digital, CD        | —                        |        |
| Reviens pour l'hiver  | - Lanzamiento: 7 de febrero de 2020 - Discográfica: Capitol Music France - Formato: Descarga digital, CD       | —                        |        |
| Les prières           | - Lanzamiento: 8 de marzo de 2021 - Discográfica: Capitol Music France - Formato: Descarga digital, CD         | —                        |        |
| Les prières : racines | - Lanzamiento : 26 de noviembre de 2021 - Discográfica : Capitol Music France - Formato : Descarga digital, CD | —                        |        |

### Sencillos
| Título                                             | Año  | Mejor posición en listas | Álbum                        |
| Título                                             | Año  | FRA                      | Álbum                        |
| -------------------------------------------------- | ---- | ------------------------ | ---------------------------- |
| "On m'appelle Heidi"                               | 2016 | —                        | Heidi                        |
| "Pas grandir"                                      | 2017 | —                        | Barbara Pravi                |
| "You are the Reason" (Calum Scott y Barbara Pravi) | 2018 | —                        | Barbara Pravi                |
| "Le Malamour"                                      | 2019 | —                        |                              |
| "Reviens pour l'hiver"                             | 2020 | —                        | Reviens pour l'hiver         |
| "Chair"                                            | 2020 | —                        | Sin álbum                    |
| "Voilà"                                            | 2020 | 24                       | On n’enferme pas les oiseaux |
| "Le jour se léve"                                  | 2021 | —                        | On n’enferme pas les oiseaux |
| “l’homme et l’oiseau”                              | 2021 | —                        | On n’enferme pas les oiseaux |
| “Saute”                                            | 2021 | —                        | On n’enferme pas les oiseaux |
| “Prière pour soi”                                  | 2022 | —                        | Sin álbum                    |